# Плоскопръст свирач
Adenomera andreae е вид жаба от семейство Жаби свирци (Leptodactylidae). Видът не е застрашен от изчезване.

## Разпространение и местообитание
Разпространен е в Боливия, Бразилия, Венецуела, Гвиана, Еквадор, Колумбия, Перу, Суринам и Френска Гвиана.
Обитава гористи местности и ливади в райони с тропически климат.

## Описание
Популацията на вида е стабилна.